# Juan Garai
Juan Garai (en húngaro: Garai János; fallecido el 6 de enero de 1430) fue un noble húngaro, gobernador (ban) de Usora (1412-1417) y conde de Timiș (1402-1417).

## Infancia y juventud
Juan era hijo de Nicolás I Garai, ban de Macsó (1359-1375) y uno de los barones más poderosos de Luis I de Hungría (1342-1482), y de su hija María. Pertenecía a la influyente familia noble de los Garai. Junto con su hermano, Nicolás Garai el Joven, participó en la batalla de Gorjan (1386). Su hermano logró escapar, pero Juan fue capturado. Sin embargo, fue liberado debido a su juventud.
En 1402, cuando su hermano Nicolás hizo las paces con el rey húngaro Segismundo de Luxemburgo, entregó como rehenes a Juan y a su hijo, también llamado Juan. Entre 1402 y 1417, Juan  ostentó el título de conde de Timiș.
Después de la firma de la paz entre Segismundo y el rey bosnio Ostoja (1411), Juan fue nombrado ban de Usora. Segismundo había restablecido el Banato de Usora y Soli a principios del siglo XV. Esta entidad había sido creada a mediados del siglo XIII por el rey Bela IV de Hungría, y su primer gobernador fue Rostislav Mijaílovich. Sin embargo, a partir de 1284, el banato quedó bajo el dominio del rey de Sirmia, Dragutin, y luego pasó a manos de los banes y reyes bosnios.
El primer ban de Usora en el siglo XV fue Juan Maróti, quien tomó el cargo entre 1405 y 1412. No se sabe por qué fue destituido, pero en 1415 participó junto con Juan en la guerra contra Hrvoje Vukčić Hrvatinić.

## Conflicto con Hrvoje Vukčić
El breve período de paz en Bosnia terminó con la reanudación del conflicto entre la nobleza bosnia y el rey húngaro por un lado, y el duque de los "Krajište Inferiores" y el virrey Hrvoje Vukčić Hrvatinić por el otro. Hrvoje, el hombre más poderoso de su época en Bosnia, aprovechó la participación de Sandalj Hranić en la guerra contra los otomanos en el este (junto con el déspota de Serbia Esteban Lazarević) para tomar el control de la ciudad de mercado de Drijeva.
Este acto llevó a que Segismundo de Luxemburgo lo declarara traidor en 1413. En ese momento, el rey húngaro se encontraba en el Concilio de Constanza, por lo que Juan y Pablo Čupor actuaron a través de la reina Bárbara de Celje. En una carta enviada a Dubrovnik el 17 de junio, Hrvoje fue acusado de colaborar con los turcos.
Aprovechando esta situación, el ban de Eslavonia, Pablo Čupor, y Juan Garai tomaron las propiedades de Hrvoje en Eslavonia en agosto de ese mismo año. Los barones húngaros primero se apoderaron del condado de Požega y de la ciudad de Segest, y luego se prepararon para invadir Bosnia.
Después de intentar sin éxito intervenir ante Bárbara de Celje, Hrvoje no tuvo más opción que pedir ayuda al sultán otomano. Su embajador en la corte otomana fue su protovestiario, Mihailo Kabužić. El sultán decidió apoyarlo y envió un ejército bajo el mando de Zek Mellek.
Mellek permaneció en Bosnia durante tres meses y, finalmente, el 16 de junio, se retiró con sus tropas. Mientras tanto, Juan se encontró en Doboj, en Usora, desde donde marchó hacia el sur, hacia Bosnia.
Garai evitó el enfrentamiento con el ejército otomano inicial, pero se esperaba la llegada de refuerzos turcos liderados por Ishak-beg, comandante de la frontera de Skopie.
El choque entre los ejércitos húngaro y otomano, conocido como la batalla de Doboj, tuvo lugar el 2 de julio de 1415. Los otomanos lograron su primera gran victoria en el territorio bosnio.
Durante la batalla, fueron capturados varios de los barones húngaros más importantes, entre ellos Juan, Pablo Čupor, Juan Maróti, Martín Derž de Serdahel, Pedro "Herlinković" y Ladislao Titušević. Para su liberación, se exigió un rescate de 65 000 florines de oro. Juan Garai fue liberado en 1416 junto con los demás, aunque Juan Maróti permaneció cautivo hasta 1419. Según el cronista Constantino el Filósofo, el rescate fue financiado en parte por el déspota serbio Esteban Lazarević.
La última mención de Juan Garai aparece en un documento de 1424. Se desconoce su actividad posterior.

## Descendencia
Juan estuvo casado con Eduviges, hija del gobernante de Mazovia, Siemowit IV, y de la princesa lituana Alejandra.
Tuvieron una hija, Dorotea Garai, quien fue reina de Bosnia (1428-1438) como esposa del rey Tvrtko II Tvrtković.